# Bartolomeo Montagna

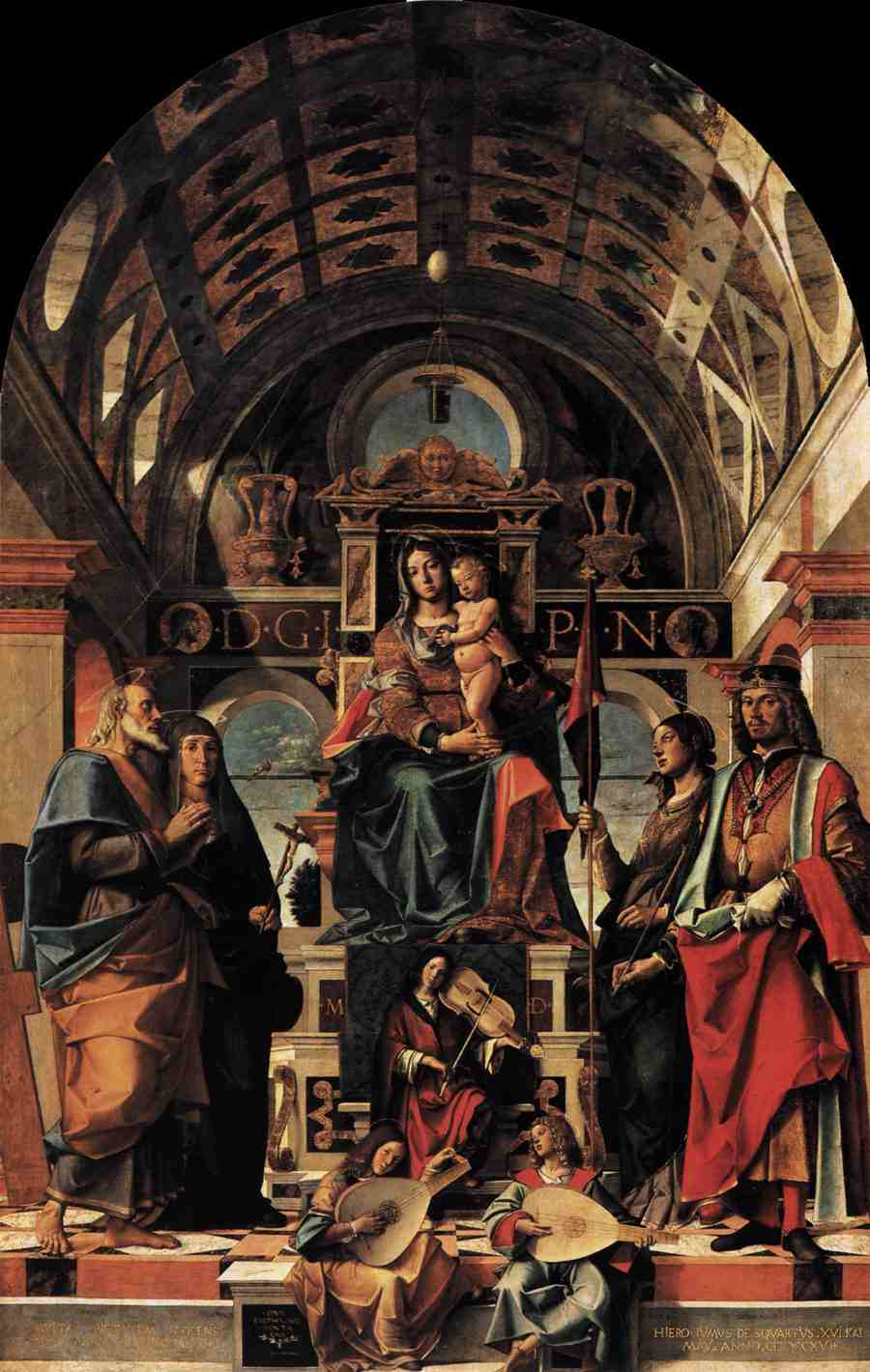
Virgen entronizada con santos y ángeles músicos, Pinacoteca di Brera.

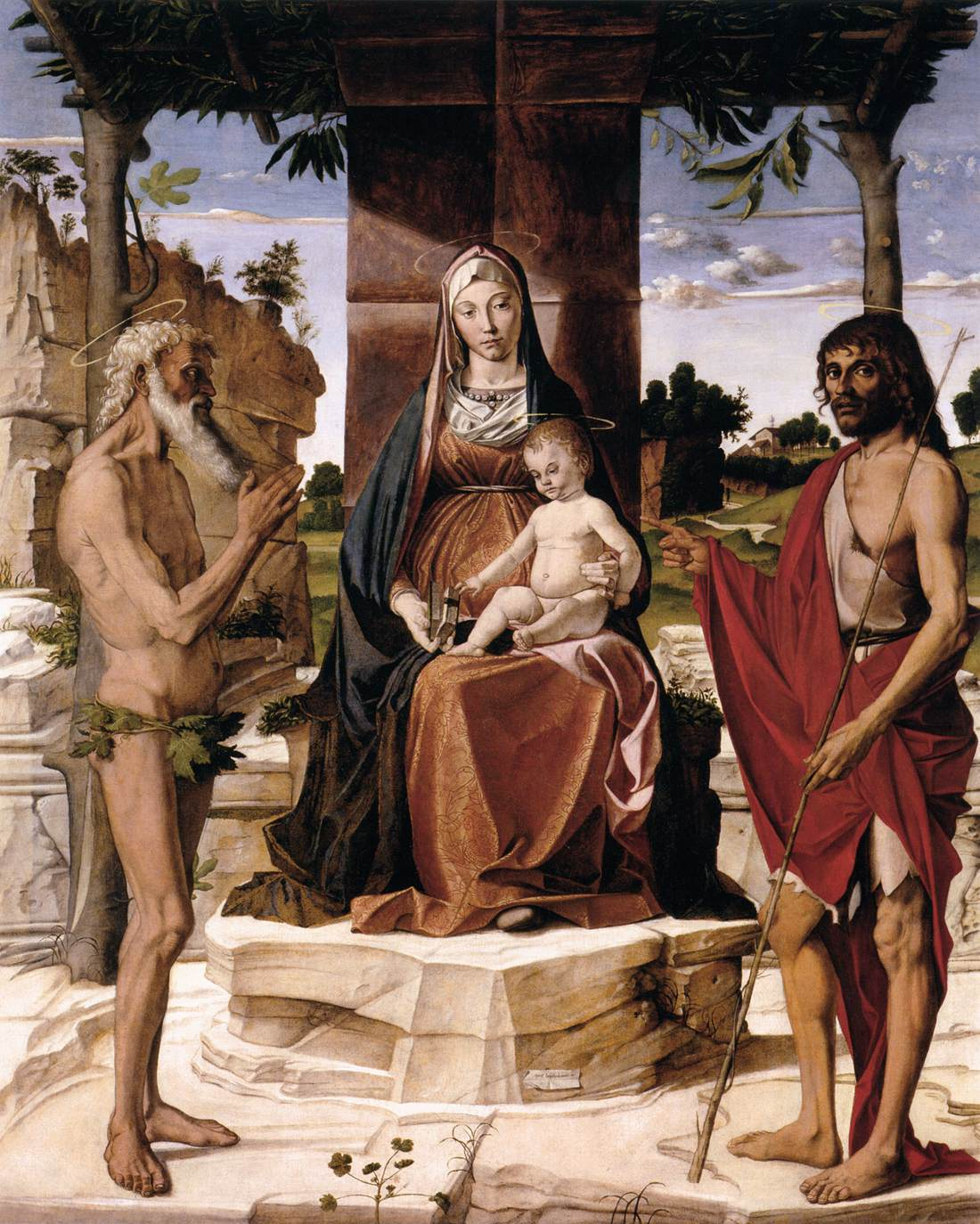
Virgen con el Niño y los santos Onofre y Juan Bautista, Pinacoteca Cívica de Vicenza.

Bartolomeo Cincani, más conocido como Bartolomeo Montagna (Orzinuovi, c. 1450 - Vicenza, 11 de octubre de 1523) fue un pintor y arquitecto italiano que vivió y trabajó durante el Renacimiento.

## Biografía
Hijo de Antonio Cincani di Orzinuovi, se trasladó con su familia, todavía niño a Biron, cerca de Vicenza, donde vivió toda su infancia y primera juventud. En 1469 lo encontramos instalado en Venecia, donde parece trabajó en el taller de Giovanni Bellini, pues su estilo inicial está muy ligado al del maestro veneciano. En 1474 está ya de vuelta en Vicenza, donde están documentados encargos para diversas iglesias de la ciudad (1476 y 1478, obras perdidas). Es en esta época cuando la influencia de Antonello da Messina se hace evidente en su trabajo, pues acaso tuvo la oportunidad de conocer de primera mano la obra de éste durante la breve estancia de Antonello en Venecia (1474-1475).
En 1482 Montagna está de nuevo en Venecia para pintar dos lienzos con la Creación y el Diluvio Universal para la Scuola di San Marco. Estas obras resultarían destruidas posteriormente en un incendio.El estilo de Montagna es una mezcolanza de influencias, como las ya citadas de Bellini y Messina, además de otras como las de Andrea Mantegna o Alvise Vivarini. A partir de 1500 su actividad decrece en cantidad y calidad, delegando cada vez más en su hijo y en el taller. Las pocas obras de esta época revelan una falta de interés en cualquier tipo de innovación, ateniéndose a unos modelos eminentemente quatrocentistas, ya obsoletos en aquellos días.
Su hijo Benedetto Montagna fue pintor y sobre todo, grabador. Siguió fielmente el estilo de su padre durante toda su carrera.

## Obras destacadas
- Virgen con el Niño (Musei Civici, Belluno)
- San Pablo (1482, Museo Poldi Pezzoli, Milán)
- San Jerónimo (1482, Museo Poldi Pezzoli, Milán)
- Virgen con el Niño y santo adorante (1483, Walker Art Gallery, Liverpool)
- Pala de San Bartolomé (c. 1485, Musei Civici, Vicenza)
  - Virgen entronizada con el Niño y los santos Bartolomé, Juan Bautista, Agustín y Sebastián con tres ángeles músicos
  - Predela: Cinco escenas de la Vida de San Bartolomé
- Virgen con el Niño (c. 1485-1487, National Gallery de Londres)
- Virgen con el Niño entre Santa Mónica y María Magdalena (1486, Musei Civici, Vicenza)
- Virgen con el Niño y los santos Onofre y Juan Bautista (1488-1489, Pinacoteca Civica, Vicenza)
- Virgen con el Niño (c. 1490, National Gallery of Art, Washington)
- La Virgen y el Niño entronizados con San Juan Bautista y San Jerónimo y ángeles músicos (1490, Museo de la Cartuja de Pavia[1])
- San Zenón, San Juan Bautista y santa mártir (1495, National Gallery de Londres)
- Paisaje con castillo y figuras (National Museum of Western Art, Tokio)
- Virgen entronizada con santos y ángeles múcicos (1498, Pinacoteca di Brera, Milán)
- Sagrada Familia (1490-1500, Museos Cívicos de Pavía[2])
- Sagrada Familia (c. 1500, Courtauld Institute of Art, Londres)
- Cristo con la Cruz (Musei Civici, Vicenza)
- San Jerónimo en el desierto (c. 1500, Pinacoteca di Brera, Milán)
- San Jerónimo en el desiseto (c .1500, Colección Thyssen-Bornemisza)
- Escenas de la Vida de San Blas (1504-1506, Santi Nazario e Celso, Verona), decoraciones al fresco.
- Virgen con el Niño (c. 1504-1506, National Gallery de Londres)
- San Pedro bendiciendo y donante (1505, Gallerie dell'Accademia, Venecia)
- Presentación de Jesús en el Templo (c. 1510, Musei Civici, Vicenza)
- Reconocimiento canónico de los restos de San Antonio (1512, Scuola del Santo, Padua)
- Virgen con el Niño y San José (c. 1520, Museo Correr, Venecia)